# Resolutie 470 Veiligheidsraad Verenigde Naties
Resolutie 470 van de Veiligheidsraad van de Verenigde Naties werd op 30 mei 1980 met veertien stemmen tegen geen
aangenomen door de VN-Veiligheidsraad. Enkel China nam niet deel aan de stemming. De resolutie verlengde de UNDOF-waarnemingsmacht in de Golanhoogten met een half jaar.

## Achtergrond
Na de Jom Kipoeroorlog in 1973 kwamen Syrië en Israël in twee akkoorden overeen de wapens neer te leggen. De Verenigde Naties zonden een waarnemingsmacht om op de naleving ervan toe te zien. Tijdens de oorlog bezette Israël de Golanhoogten, die het in 1981 annexeerde.

## Inhoud
De Veiligheidsraad:
- Heeft het rapport van secretaris-generaal Kurt Waldheim over de VN-waarnemingsmacht in beschouwing genomen.
- Besluit:
a. De betrokken partijen op te roepen onmiddellijk resolutie 338 uit te voeren.
b. Het mandaat van de waarnemingsmacht voor een nieuwe periode van zes maanden te verlengen, tot 30 november 1980.
c. De secretaris-generaal te vragen tegen het einde van deze periode een rapport in te dienen over de ontwikkelingen en de genomen maatregelen om resolutie 338 uit te voeren.

## Verwante resoluties
- Resolutie 468 Veiligheidsraad Verenigde Naties
- Resolutie 469 Veiligheidsraad Verenigde Naties
- Resolutie 471 Veiligheidsraad Verenigde Naties
- Resolutie 474 Veiligheidsraad Verenigde Naties

Lijst ·  462 ·  463 ·  464 ·  465 ·  466 ·  467 ·  468 ·  469 ·  470 ·  471 ·  472 ·  473 ·  474 ·  475 ·  476 ·  477 ·  478 ·  479 ·  480 ·  481 ·  482 ·  483 ·  484